# かぐや
かぐや（SELENE, Selenological and Engineering Explorer、セレーネ）は、宇宙航空研究開発機構 (JAXA) の月周回衛星。開発・製造はNEC東芝スペースシステムが担当した。「SELENE」はギリシア神話の月の女神セレネ (Σελήνη, Selene) に因んだ名称である。この衛星を利用した月探査計画はSELENE Project（セレーネ計画）と呼ばれ、アメリカ航空宇宙局（NASA）のアポロ計画以降、最大の月探査計画とされる（日本初の月探査は1990年打上げのひてん）。主衛星と2機の子衛星で構成され、14種類の観測機器を搭載していた。
「かぐや」の愛称は、JAXAが行った一般公募によって決定された。後に子衛星2機にも愛称がつけられ、リレー衛星は「おきな」(OKINA)、VRAD衛星は「おうな」(OUNA) と命名された。それぞれ、竹取物語の中で月へと帰るかぐや姫と、育ての親の翁（おきな）、嫗（おうな）にちなむ。
当初は2007年8月16日に打上げが予定されていたが、キャパシタの取り付けミスや天候悪化などのため9月14日に延期された。打ち上げ後は順調に飛行を続け、予定通りに月周回軌道に入り、2機の子衛星を分離後に月面から高度100kmの月周回観測軌道に投入された。
かぐやはその後の中国（嫦娥1号）・インド（チャンドラヤーン1号）・アメリカ（ルナー・リコネサンス・オービター）と続く一連の月探査機群の先陣を切るプロジェクトとなった。

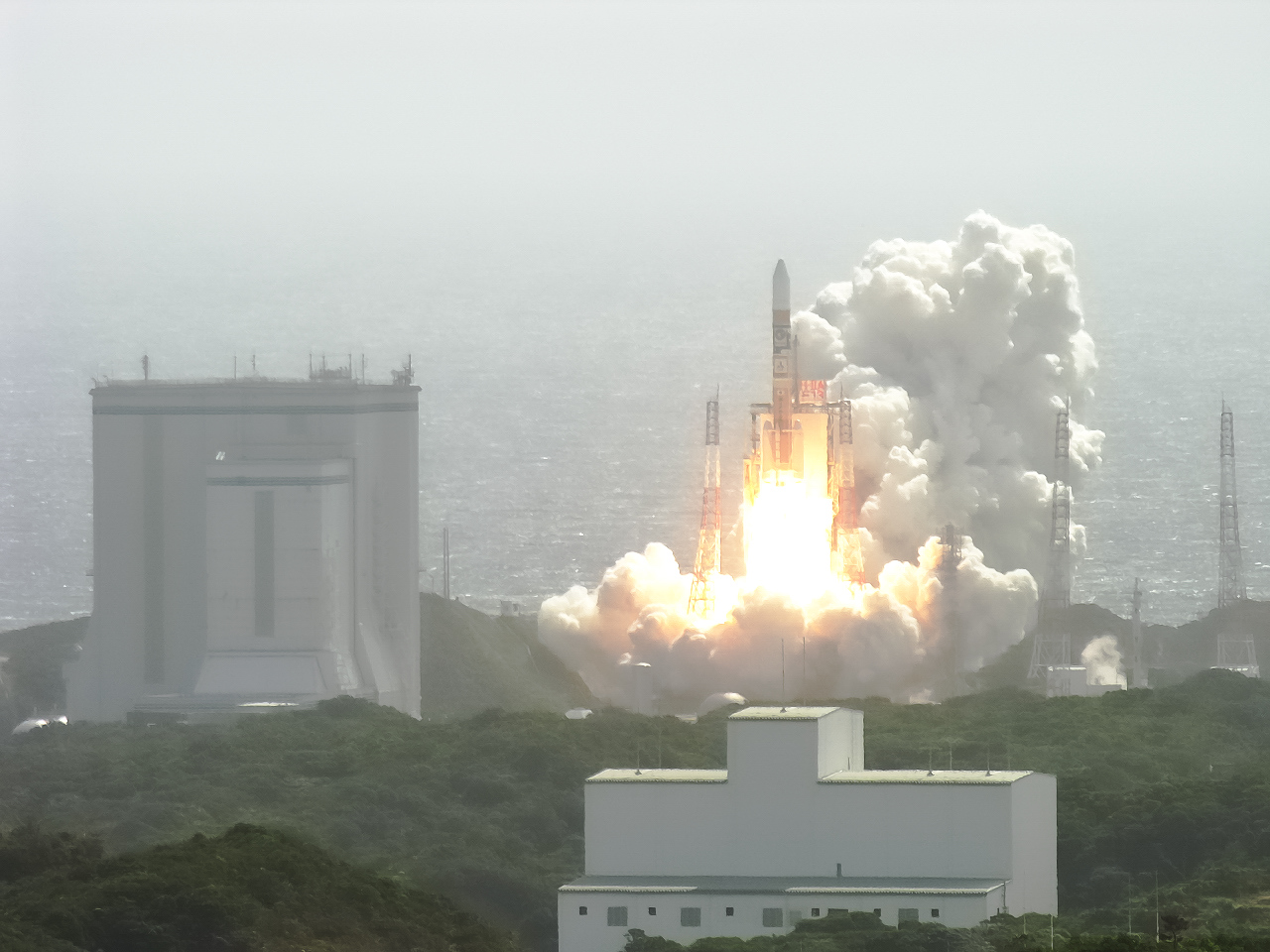
かぐやを搭載したH-IIAロケット13号機

2009年6月に月面へ制御落下させられるまで、約1年半に渡り月を周回しながら様々な観測を行った。NHKのハイビジョンカメラを搭載し、 かぐや周回に伴って月に隠れていた地球が見えて来る「地球の出（アース・ライズ）」なども撮影されている。

## 目的
月の起源と進化を解明するためと将来の月の利用のため、様々な観測をすることを目的としている。
同時に周回衛星に搭載された観測機器で、プラズマ、電磁場、高エネルギー粒子などの月周辺空間の環境・計測を行った。
将来的には、かぐや後継機による月面着陸構想もある。

### 主衛星による主な観測項目
- 月表面の元素 / 鉱物組成
- 地形
- 表面付近の地下構造
- 磁気異常
- 重力場観測

### VRAD衛星による主な観測項目
- VLBI（超長基線電波干渉法）による、主衛星/リレー衛星との電波差異による月の周回運動の詳細観測。

## 機器概要

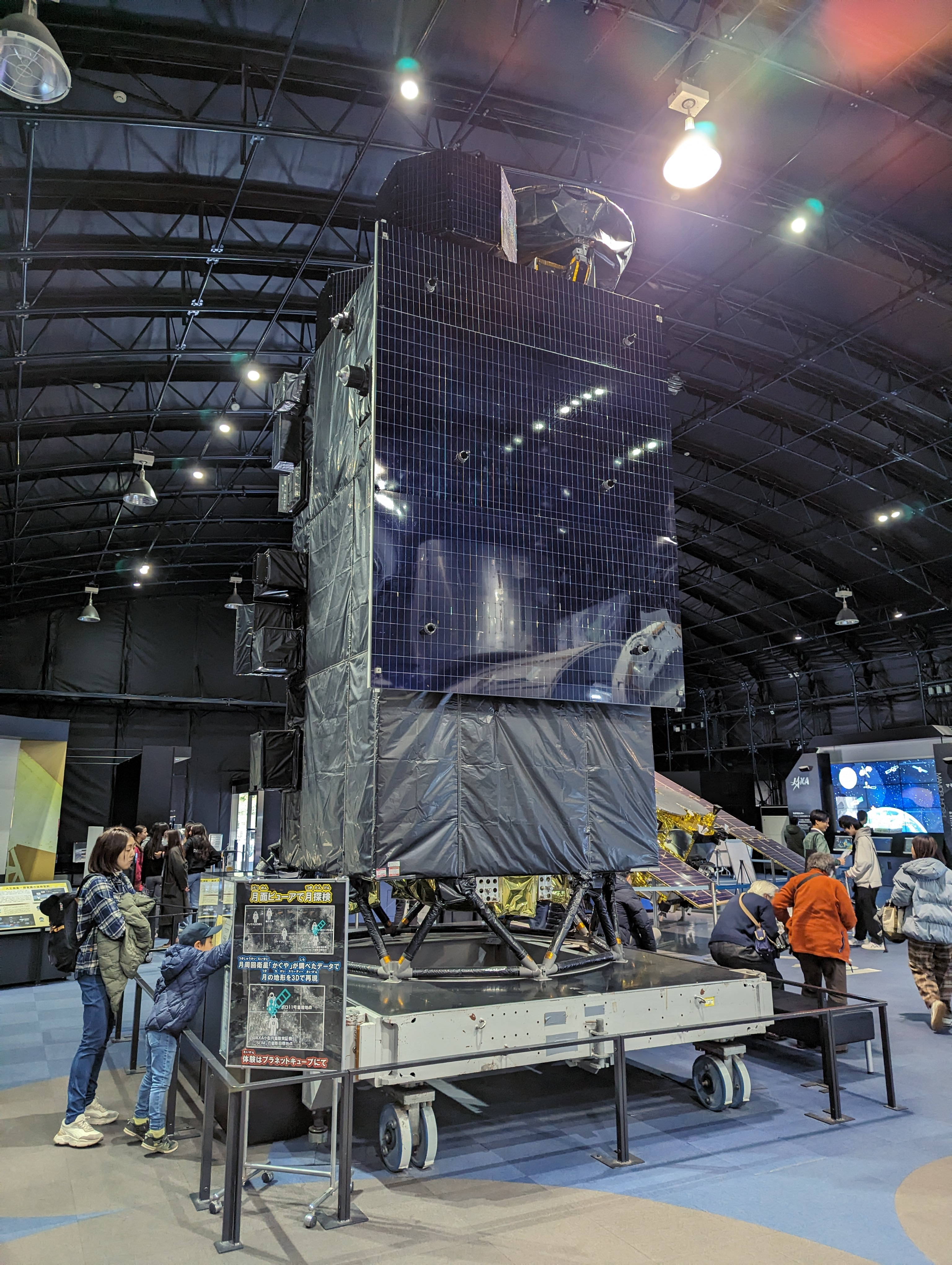
実寸模型

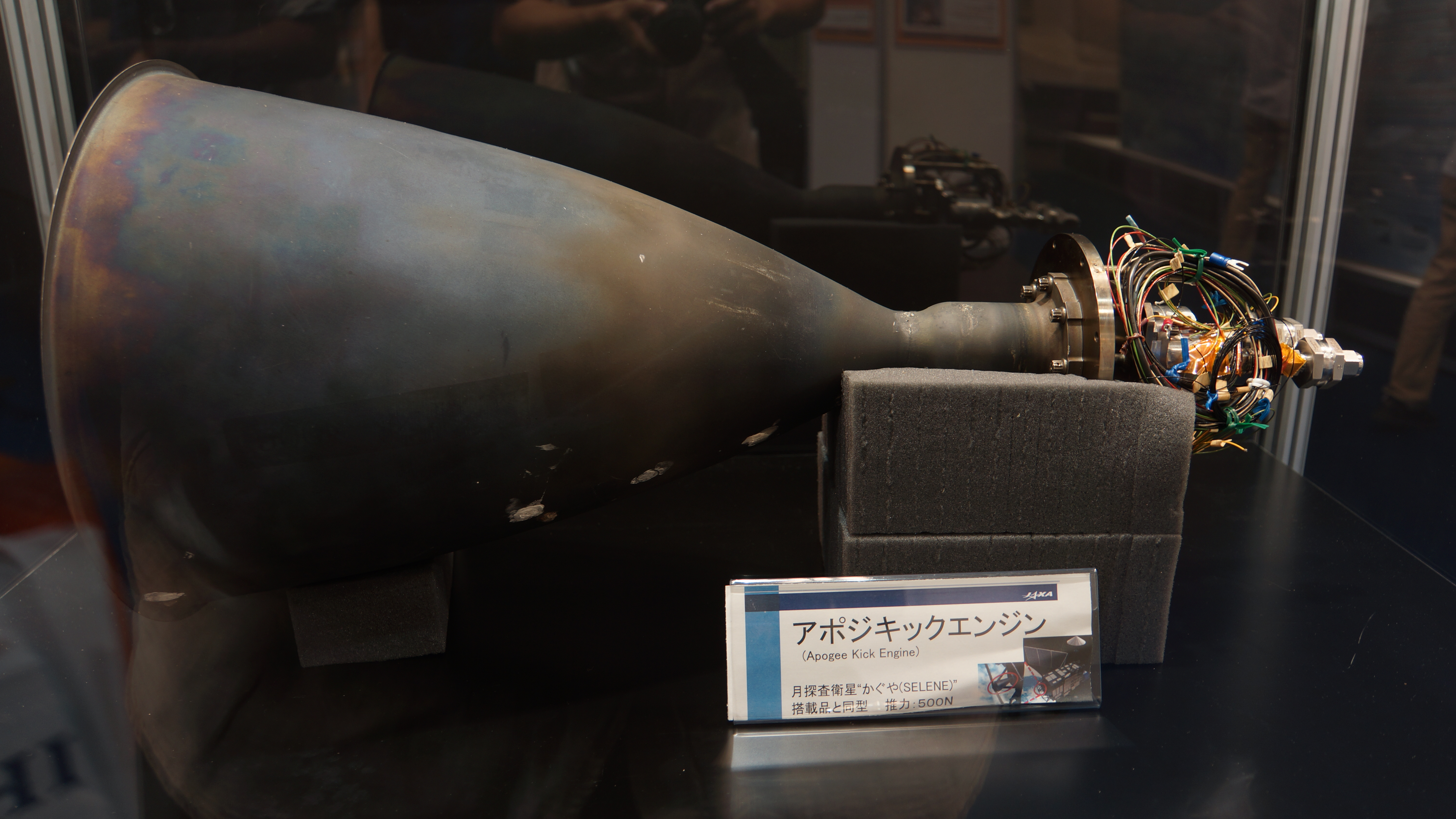
かぐや搭載品と同型のアポジキックエンジン

リレー衛星（おきな）をRstar、VRAD衛星（おうな）をVstarと呼称する。両者は軽量化のために姿勢制御装置やスラスターモータを搭載しないため、主衛星からの分離時の姿勢とスピンが重要な開発研究の要点として進められた。

### 主衛星
- 縦・横: 2.1 m
- 高さ: 4.2 m（上部モジュール: 2.8 m、下部モジュール: 1.2 m）
- 重さ: 1.6トン
- エンジン: 500Nメインエンジン1台、20Nスラスタ4本×3系統、1Nスラスタ4本×2系統

上部モジュールにリレー/VRAD衛星が取り付けられ、周回軌道投入時に切り離される。
月表面の画像撮影のために、高信頼性ハイビジョン (Hi-Vison) カメラを搭載。その他、月の物理学・測地学探査に重要な観測機器を搭載。観測機器の安定のため、スラスターモータ及び3軸加速度計による3軸安定姿勢制御システムによる制御を実施。

### リレー衛星（おきな）
ダイポールアンテナを持つ八角柱の形をした直径1 m、高さ0.65mの小型衛星。主目的は、主衛星電波を月の裏側より中継することと、月の重力を測定することである。軽量化と重力測定精度の向上のため、姿勢制御装置やスラスターモータを搭載せず、主衛星からの分離時にばね仕掛けで回転を与え安定させる方式を採り、主衛星からの分離時の姿勢とスピンを要点として開発が進められた。
リレー衛星は、2007年10月9日に主衛星から分離され、月周回軌道（約100 km×2400 km）へ投入された。2009年2月12日までに運用終了、同日19時46分頃に月裏側にあるミヌールDクレーター付近に落下したと推定されている。

### VRAD衛星（おうな）
VRADとは differential Vlbi RADio sources の略。リレー衛星と同じ寸法・形状の小型衛星で、姿勢制御についても同様のスピン制御を採用している。主衛星、リレー衛星、VRAD衛星間でのVLBI測定を行うことを主な目的とし、そのための電波送信源としての役割を担っている。
VRAD衛星はリレー衛星分離から3日後の10月12日に正常に主衛星より分離（約100 km×800 km）された。主衛星落下後もデータ校正のための運用が続けられ、2009年6月29日に停波され運用終了した。

## 搭載機器

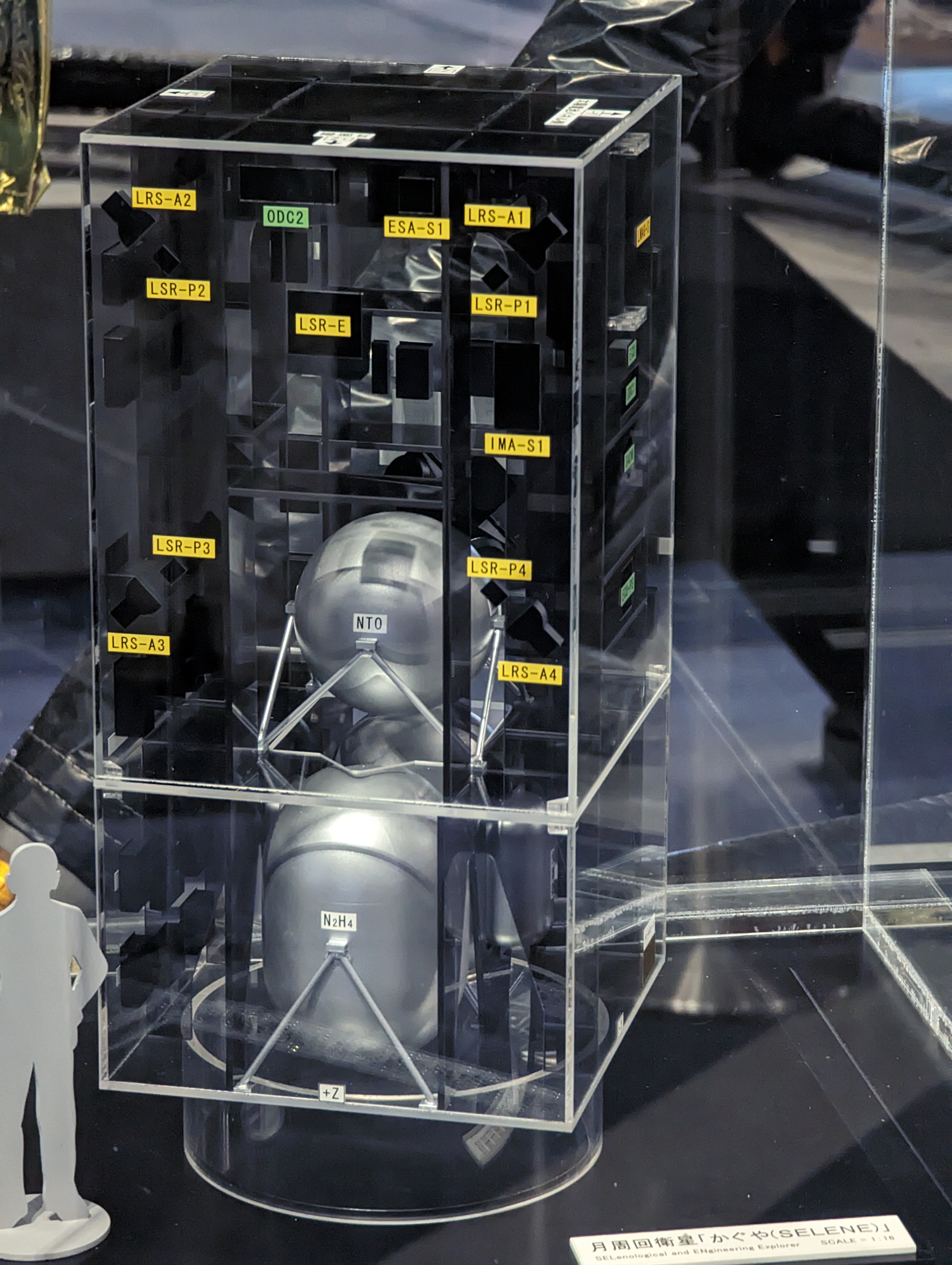
かぐや搭載機器の配置を示した模型

### 元素分析
蛍光エックス線分光計
太陽から放射されるX線によって月面の元素が放つ蛍光X線を捉えることで、月における元素の分布を調べる装置。
ガンマ線分光計
銀河宇宙線が降り注ぐことにより月面から放射されるガンマ線や、天然放射性元素から放出されるガンマ線を捉えることで、月面における鉄、チタン、マグネシウム、アルミニウム、カリウム、トリウム、ウラン、カルシウム、珪素、酸素、及び極域の水素といった元素分布を調べる装置。

### 地質学鉱物学分析
マルチバンドイメージャー
可視光から近赤外領域にかけての広い波長で光を観測することによって、地質鉱物の放つ光を観測し、その分布や組成を調査する装置。特に、元素分析装置との違いは、捉える波長の違いにより、鉱物のスペクトルの識別を行う点である。
スペクトロプロファイラ
鉱物スペクトルを分光解析し、その分布や組成を調査する装置。マルチバンドイメージャとは異なり、プロファイル（直線状）にデータを取得して行く（地球観測衛星などで使われる手法である）。波長分解能は高いが月地表をすべてカバーすることは困難であるため、マルチバンドイメージャのデータと組合わせて、面と精度を両方高めることを目指している。

### 地形表層構造
地形カメラ（TC）
立体視の原理を活用して、月表面の標高や地形データを調査する装置。最大で解像度10 m以下という高い精度を持つ。表面の地形などの詳細な様子を調べることが可能である。
月レーダーサウンダ（LRS）
月表層に向けて電波を発射することにより、表層からさらに地下へ潜り込む電波の反射を捉え、月の浅い部分の地下構造を明らかとする装置。月は揮発性物質（水）などが少ないため、電波が比較的地下に浸透しやすいという性質を利用したもの。地下数 kmの構造を明らかに出来ると期待されている。
レーザ高度計（LALT）
地表に対してレーザ光を発射し、その到達時間を計測することによって地表の高度を精密に測定する装置。地形カメラとの組合わせで地形を詳細に調べることが可能。

### 月環境
月磁場観測装置
主として月の異常磁場を詳細に測定することを目的とした観測装置。
粒子線計測器
ヘリウムイオンや電子などを測定することによって、太陽活動と月環境との関連性について調査する計測器。
プラズマ観測器
主に太陽風中の水素イオンと電子、月面から放出される比較的重いイオン、異常磁場によって月から反射される電子などを観測することによって、月周辺のプラズマ現象を理解することを目的とした装置。
電波科学
精密な電波観測によって、月周辺の電波環境を測定することなどが行われる観測装置。
プラズマイメージャ
プラズマ現象を点で捉えるのがプラズマ観測器ならば、面で捉えることが可能な観測装置。

### 月の重力分布
リレー衛星中継器と衛星電波源による観測
リレー衛星に搭載された中継器は、主観測機が月の裏面にある際に地球へ電波を中継するためのものである。この中継局として使用される子衛星の電波源と主衛星自体の電波源を元に、主衛星と子衛星が地球に向いた軌道を周回中に同じ地点を通った場合、個々の衛星の軌道のブレを測定する事が可能である。
この楕円軌道を回る主衛星と子衛星の電波源の軌道遷移を測定し、月の重力分布による重力変動を捕らえることが可能である。この軌道変動遷移の差を利用し、月の地下構造やクレーター内部に残る隕石起源の鉱物資源などを探ることが出来ると考えられている。

### ハイビジョンカメラ

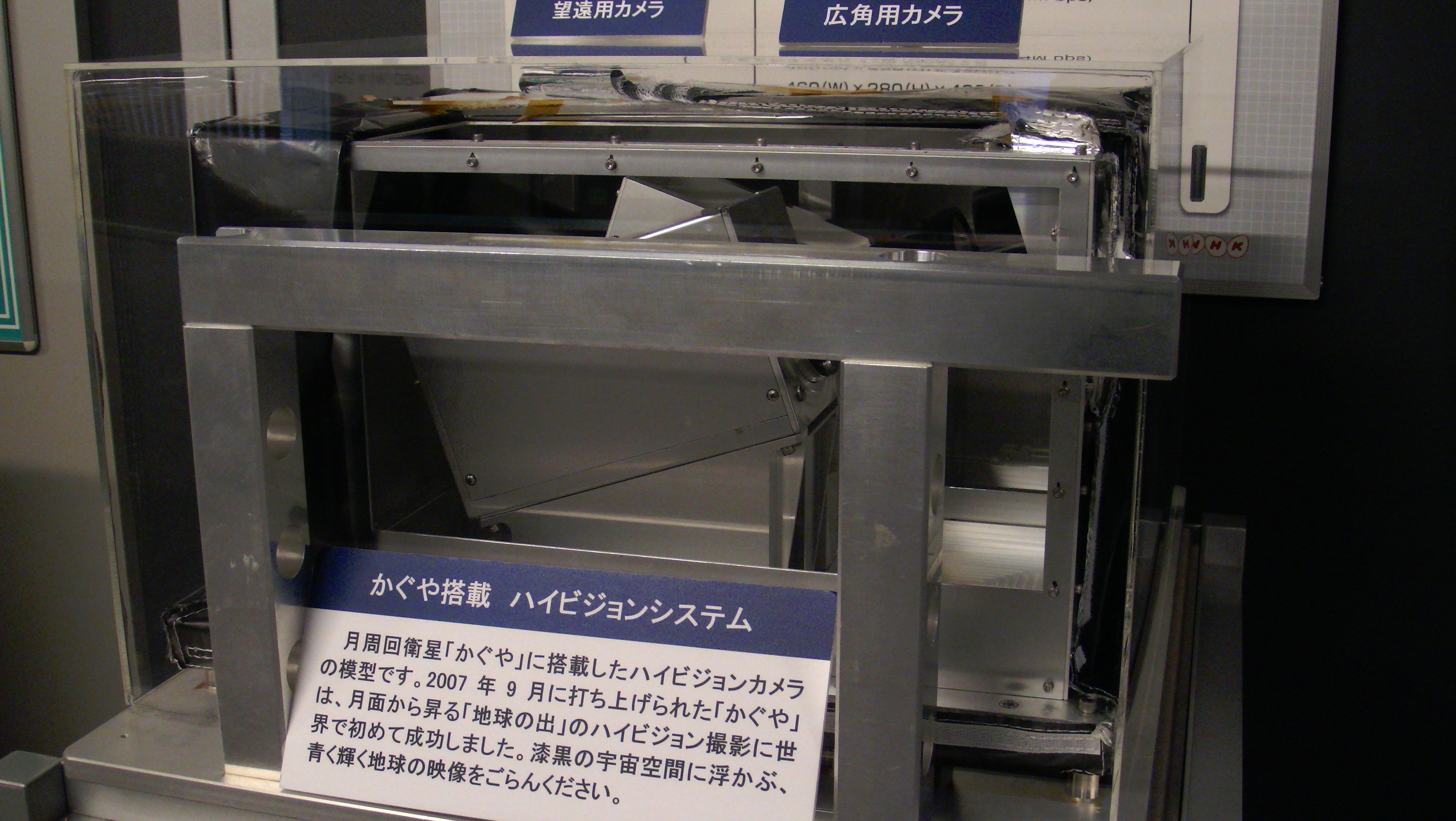
月周回衛星「かぐや(SELENE)」に搭載されたハイビジョン撮影システム(レプリカ)

概要
NHK放送技術研究所 が開発した宇宙探査機用ハイビジョンカメラ。打ち上げ時の衝撃に耐えるために、大型ハンマーで叩くなどの実験を経て開発。心臓部は、高感度CCDカメラ。理論衝撃耐久能力は、120G。実効衝撃耐久能力は15G/h。
広角カメラと望遠カメラを隣り合わせに、それぞれ反対方向を向いて機体に固定されている。動画の送受信と圧縮されたデータの展開には実時間の約20倍掛かるため、生中継は出来ない。
主な撮影対象
- 2007年9月29日：約10万 km地点より見た地球
- 2007年10月31日：嵐の大洋 - ラヴォアジエ・クレーター - レプソルト・クレーター、月の北極
- 2007年11月7日：地球の出、地球の入り（プラスケット・クレーター）
- 月の南極・夜明け
- オリエンタル盆地
- シュレーディンガー・クレーター

画像の公開
動画と静止画がJAXAのWebサイトで公開されているほか、YouTube上のJAXAチャンネル（以前は「かぐや」独自のチャンネルを持っていたが、2009年4月に統合された）でも公開されている。2007年11月14日にはNHKで『探査機“かぐや”月の謎に迫る』として特集番組が放送された。
「地球の出」に関しては、アポロ計画時代の映像と「かぐや」からの映像を比較することによって、技術の進歩を実感できる映像も公開する予定である。
本ハイビジョンカメラの開発にあたっては設計をNHK、光学レンズをフジノン、搭載カメラを池上通信機、動画圧縮装置をソニー、機器アセンブルを明星電気、テレメトリを富士通、運用支援ソフトを高知大学が担当した。

## ミッションスケジュールと進捗
打ち上げ後から観測開始までのスケジュールおよび進捗を以下に示す。日時はすべて日本標準時 (JST) による表記。
| 活動名称                     | 日時                                 | 事象/結果 |
| ---------------------------- | ------------------------------------ | --- |
| 打ち上げ                     | 2007年9月14日 10時31分01秒（JST）    | H-IIAロケット13号機にて種子島宇宙センターより打上げ |
| パドル類展開                 | 2007年9月14日 11時44分               | 太陽電池パドルを展開 |
| パドル類展開                 | 2007年9月14日 18時52分               | ハイゲインアンテナを展開 |
| 軌道修正                     | 2007年9月15日 1時32分                | 1回目の軌道調整（軌道投入誤差修正マヌーバ ΔVC1） |
| 軌道修正                     | 2007年9月16日 8時00分                | 2回目の軌道調整（軌道制御誤差修正マヌーバ ΔVA1） |
| 軌道修正                     | 2007年9月19日 9時52分                | 3回目の軌道調整（周期調整マヌーバ ΔVP1） |
| 軌道修正                     | 2007年9月20日 4時59分                | 4回目の軌道調整（周期誤差修正マヌーバ ΔVC2） |
| 軌道修正                     | 2007年9月29日 11時58分               | 5回目の軌道調整（周期調整マヌーバ ΔVP2） |
| ハイビジョン撮影             | 2007年9月29日 軌道修正時及びその前後 | ハイビジョンカメラで約11万 km離れた地球を撮影。 |
| 軌道修正（実行省略）         | 2007年10月                           | 6回目の軌道調整は誤差が極めて小さかったため実施せず（月周回軌道投入（LOI）条件調整マヌーバ ΔVC3） |
| 月周回軌道投入補正           | 2007年10月4日 5時55分 - 6時20分      | 月周回軌道へ投入（月周回軌道投入マヌーバ（LOI1）） 翌日、近月点高度101 km、遠月点高度11,741 km、周期16時間42分の月周回軌道へ投入を確認。 |
| 月周回軌道変更               | 2007年10月6日 8時01分                | 第1回月周回軌道変更マヌーバ（LOI2） |
| 月周回軌道変更               | 2007年10月7日 7時40分                | 第2回月周回軌道変更マヌーバ（LOI3） |
| リレー衛星分離、軌道投入     | 2007年10月9日 9時36分                | リレー衛星分離。 遠月点高度2,400 kmの月周回楕円軌道へ投入。モニタ用カメラで月を撮影。 |
| 月周回軌道変更               | 2007年10月10日 9時24分               | 月周回軌道変更マヌーバ（LOI4） |
| VRAD衛星分離、軌道投入       | 2007年10月12日 13時28分              | VRAD衛星分離。遠月点高度800 kmの月周回楕円軌道へ投入。 同日、リレー衛星とVRAD衛星の愛称が発表され、かぐや姫に因んでそれぞれ「おきな（OKINA）」・「おうな（OUNA）」と命名。                                                                                                   |
| 月周回軌道変更               | 2007年10月14日 - 18日                | 月周回軌道変更マヌーバ（LOI5・LOI6） |
| 予定軌道投入確認             | 2007年10月19日                       | かぐや本体が月の両極をまわる高度約100 kmの月周回観測軌道へ投入されたことを確認 投入された軌道は、遠月点高度123 km、近月点高度80 km、周期1時間58分。やや楕円だが、JAXAによると月の重力のひずみの影響で次第に円軌道へ近付くという。軌道の許容誤差は100 km±30 km。              |
| クリティカルフェーズ終了宣言 | 2007年10月21日                       | JAXAの記者会見で、クリティカルフェーズ終了と初期機能確認フェーズへの移行が発表された。主衛星と子衛星2基の状態は正常。主衛星の姿勢制御は、観測機器を常に月側へ向ける定常制御モードへ移行した。 同日、搭載機器確認用モニタカメラで撮影された月や地球の画像が大量に公開された。 |
| 初期機能確認                 | 2007年10月21日 - 12月20日            | 観測機器が正常動作することを確認 この間のハイビジョンカメラによる画像や観測機器の初期画像が公開された。 |
| 定常運用                     | 2007年12月21日 - 2008年10月31日      | 定常観測運用実施 11月に定常運用終了と後期運用開始が宣言された。 |
| おきな落下                   | 2009年2月12日午後7時46分頃           | 月裏側へ落下し、おきなのミッションを完了。 |
| 低空運用                     | 2009年2月12日 - 6月10日              | 月裏側で下降し、低高度での観測を実施。 |
| 主衛星落下                   | 2009年6月11日午前3時25分             | 本体を月の表半球南側、ギル・クレーター付近へ制御落下させ、かぐや主衛星の運用を終了。 |
| 運用終了                     | 2009年6月29日午後9時08分頃           | おうなが停波され、運用終了。その後もさらに数年間月周回を続ける見込み。 |

## かぐやによる成果

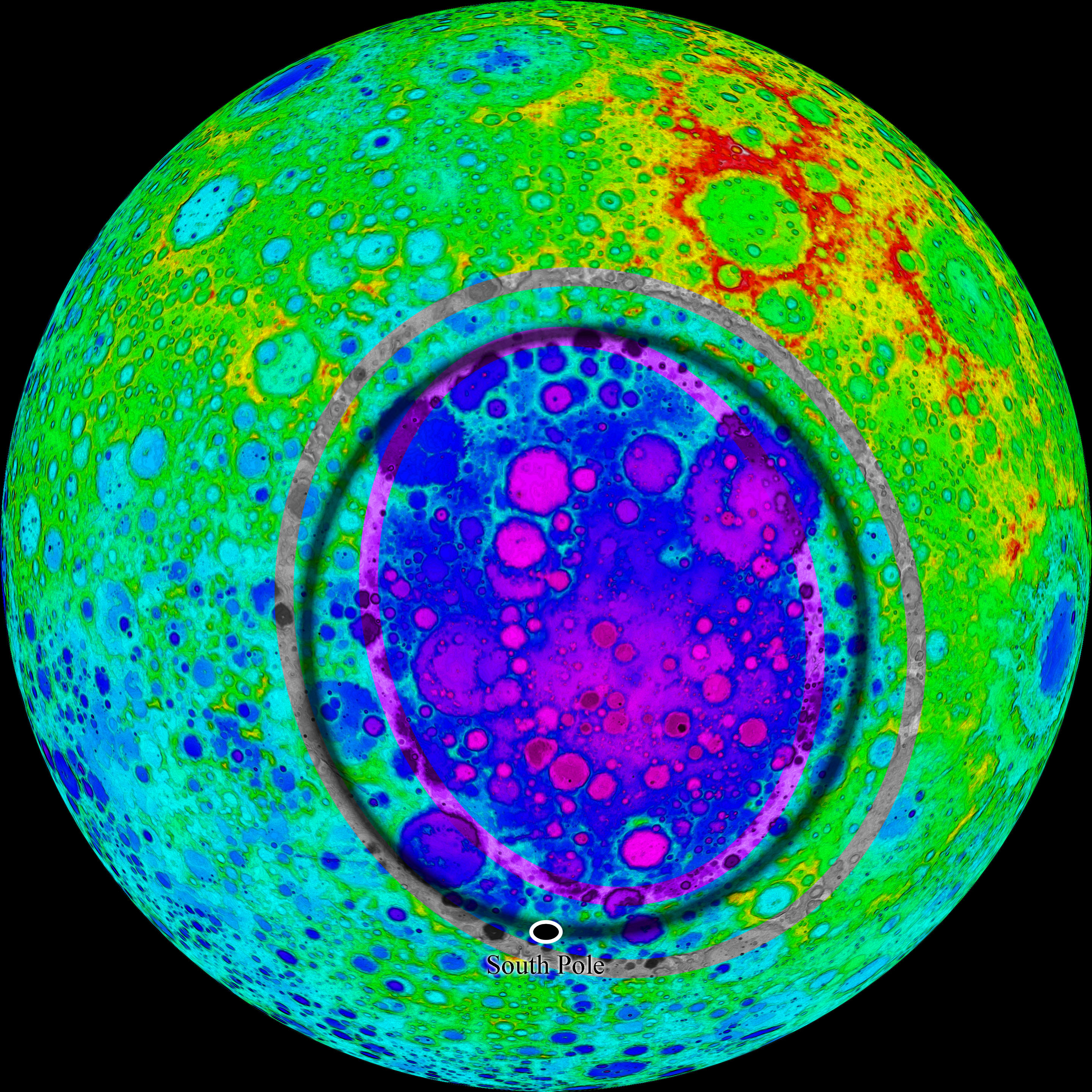
かぐやの観測データに基づく南極エイトケン盆地。赤い部分は高所、紫の部分は低所を表している

- 本格的な解析として、地形カメラが撮影した月南極のシャクルトン・クレーター内の解析を行った結果、露出した氷（水の氷）がほとんど存在しなかったことを明らかとした。2008年10月23日付の科学誌「サイエンス」（オンライン版）に掲載された[17]。
- クレーター年代学により、月の裏側のモスクワの海などの形成年代の調査を行い、従来の推定結果よりも5億年以上、形成時期が若いことを明らかにした。2008年11月7日付の「サイエンス」（オンライン版）に掲載された[18]。
- 約677万地点を観測したデータを使い、従来よりも詳細な月の地形図を国立天文台、国土地理院と共同で製作を行い、月の最高峰は10.75 km（従来の値を約3キロ上回る）、最深部がマイナス9.06 kmであるといった成果が2009年2月13日付の米科学誌サイエンスに発表された[19]。
- 日本放送協会が搭載したハイビジョンカメラで、「満地球の出」・「月面」などの撮影に成功。半影月食が起きた2009年2月19日には、月から見た地球の「ダイヤモンドリング」撮影に世界で初めて成功した[20]。
- 子衛星（リレー衛星（おきな））を用いた、月裏側の重力異常観測に成功。これによりジャイアント・インパクト説の信憑性が高まった。
- 月の極点での日照量を正確に測定し、月に永久日照領域が存在しないことを明らかにした。また、月に永久影が存在することを明らかにした[21]。かぐやが観測した永久影の地形データを基に、NASAのエルクロスが2009年に月の水を世界で初めて発見した。
- 2008年5月20日にJAXAから「ハロー」と呼ばれるアポロ15号 (LM) の噴射跡を観測・確認した旨が発表された。
- ガンマ線分光計（GRS）を用いて、原子力発電所の燃料となり得るウランを、月面から初めて検出した[22]。
- 2009年6月11日、最後のミッションとしてギル・クレーター付近の目標地点への制御落下に成功、将来の月面着陸型無人探査機の投入に向けた技術的検証が行われた。
- 月の表側にある嵐の大洋の西部にある「マリウス丘」に、直径65 m、深さ80 - 90 mの縦穴（マリウスヒルズホール）を発見した。穴に差し込む太陽光と影を分析した結果、この縦穴の下には、横幅370 m、内高20 - 30 mのトンネルが存在することが明らかになった。トンネルは、長さ数十 kmに及ぶ地下の溶岩洞窟である可能性があり、将来の月基地の候補になるという[23]。
- 2017年10月18日、JAXAは観測データ解析結果から、先に発見された「マリウス丘」近辺の縦穴（マリウスヒルズホール）について、電波を用いて得た周辺の地下構造のデータを調べたところ、この縦穴から西に向かって幅100 mほどの空洞が約50 kmに渡って続いていることが分かったと発表した[24]。
- 科学探査ミッションで得られたデータを、2013年2月時点も解析中。

## 映像の公開
かぐやが撮影したHD動画は、2007年11月14日に放送されたNHK総合テレビ「探査機“かぐや”月の謎に迫る～史上初！月からのハイビジョン映像～」で初公開された。また撮影された映像はGoogle Earthに提供されて月の全球3D地図に利用されている。またYouTubeでもHD動画が公開されており、誰でも閲覧することが可能。

## これからの計画

### 後継機・無人探査車・月面着陸機
かぐやは月を周回して観測するが、JAXAは「かぐや」後継機で、月面へ着陸機を降下し、無人探査車を走行させる直接探査計画も進めている。当初、着陸機はかぐやに搭載することも検討されたが、技術的課題とスケジュールの関係で後継機に回されることになった。早ければ2015年頃に後継機で探査車を送り込み、2018年頃に月の岩石のサンプルを地球へ持ち帰る予定。JAXAは2006年に月着陸探査検討チームを作り研究を重ねて来たが、技術は完成に近付きつつある。
しかしながら、自動制御で月着陸を実施するとなると、通信のディレイタイム（遅延時間）が片道1.3秒、往復で2.6秒に達するなど未解決の問題があり、かぐやから得られたデータを下にして、慎重に準備を進める予定である。
なお、当初はSELENE-2で月面着陸探査、SELENE-3でサンプルリターンを行う計画であったが、予算等の都合により1つの探査機で月面着陸・サンプルリターンを行う計画に変更することが予定されている。

## キャンペーン
本探査計画を世界に広く知らせるために、また日本の宇宙航空技術への理解を深めるために、2006年12月1日 - 翌2007年2月28日まで月に届けたいメッセージを一般公募した（キャンペーン募集ページ）。
メッセージは名前と共に専用応募用紙、またはインターネットより応募出来、名前とメッセージは衛星に載せられ月を周回する。
また、2007年4月11日より1か月間、セレーネ愛称募集キャンペーンが実施され、5月30日に愛称は“かぐや”とすることが決定した。愛称に選ばれた応募者に対し、JAXAより認定証・ピンバッジ・クリアファイル及び“かぐや”のA4サイズポートレートが送付された。さらにその中から抽選で種子島宇宙センターでのかぐや打上げに招待された。

### かぐや応援キャンペーン
JAXAはかぐやを応援する団体を募集しており、さまざまな企業、団体、個人商店などがキャンペーンに参加している。音楽ユニットのSOUL'd OUTも参加しており、サポートソングとして「COZMIC TRAVEL」を発表している。